# Eduard Kirschner
Eduard Kirschner (* 9. November 1953 in Tettenweis), auch „Edi“ genannt, ist ein ehemaliger deutscher Fußballspieler, der in der Bundesliga für den FC Bayern München gespielt hat.

## Karriere

### Als Spieler
Vom 10. bis 22. Lebensjahr (1963–1975) war Kirschner in der Fußballabteilung des SV Tettenweis in der gleichnamigen Gemeinde im Landkreis Passau aktiv, bevor er eine Spielzeit für den 1. FC Passau in der Bayernliga absolvierte und in dieser mit 32 Toren in 29 Spielen Torschützenkönig wurde.
Von 1976/77 bis 1977/78 gehörte Kirschner dem Profi-Kader des FC Bayern München in der Bundesliga an, für den er am 10. September 1976 (5. Spieltag) beim 9:0-Sieg im Heimspiel gegen Tennis Borussia Berlin – in der 53. Minute für Bernd Dürnberger eingewechselt – sein Debüt gab. Ausgerechnet gegen diesen Verein gelang ihm auch sein einziges Bundesligator; der Anschlusstreffer bei der 1:3-Niederlage am 12. Februar 1977 (22. Spieltag) in der 83. Minute – 20 Minuten nach seiner Einwechslung für Erhan Önal. Sein erster internationaler Einsatz am 16. März 1977 im Viertelfinalrückspiel um den Europapokal der Landesmeister bei der 0:2-Niederlage in Kiew war nur von kurzer Dauer; er wurde in der 90. Minute für Karl-Heinz Rummenigge eingewechselt. Im selben Jahr gewann er mit der Auswahl des Landesverbandes Bayern – mit 4:2 gegen die Auswahl des Landesverbandes Südwest – den Länderpokal der Amateure. In der Saison 1977/78 kam Kirschner weder unter Trainer Dettmar Cramer noch unter dem am 2. Dezember 1977 nachgefolgten Gyula Lóránt in der Meisterschaft oder im DFB-Pokal-Wettbewerb zum Einsatz; jedoch zweimal in der einmaligen Sonderveranstaltung des Intertoto-Cup-Wettbewerbs. Er bestritt die am 24. und 27. Mai 1978 beim AS Rom mit 0:2 und im Olympiastadion München gegen den MTK Budapest FC mit 1:3 verlorenen und letzten beiden Spiele der Gruppe 2.
Von 1978/79 bis 1979/80 bestritt er für den Zweitligisten SpVgg Fürth 64 Spiele in der Staffel Süd und avancierte in der ersten Saison mit 33 Treffern zum Torschützenkönig in dieser.
1980 bis 1981 stand er bei den Edmonton Drillers (Kanada), 1982 bei den Fort Lauderdale Strikers (USA) unter Vertrag, ehe er im Dezember 1982 nach Deutschland, zum Zweitligaaufsteiger FC Augsburg, zurückkehrte und diesen aufgrund des Abstiegs in die Bayernliga verließ. Von 1983/84 bis 1984/85 spielte er zwei weitere Jahre in der Eingleisigen 2. Bundesliga beim SC Fortuna Köln, bei dem er seine Profi-Fußball-Karriere beendete.

### Als Trainer
Nach seiner Karriere als Profifußballer betätigte er sich als Spielertrainer beim 1. FC Passau, FC Aunkirchen, SK Schärding, SV Tettenweis und beim österreichischen FC Münzkirchen.
Anschließend folgten zwei Spielzeiten als Cheftrainer beim 1. FC Passau sowie eine beim SV Tettenweis, bei dem seine Karriere begonnen hatte. 2005 und 2009 war er einige Wochen lang Interimstrainer beim 1. FC Passau.

## Sonstiges
Ab März 2009 war er eine Zeit lang 2. Vereinsvorsitzender des 1. FC Passau.